# Lovro Kos
Lovro Kos (ur. 23 lipca 1999 w Lublanie) – słoweński skoczek narciarski, reprezentant klubu SSK Ilirija Lublana. Drużynowy srebrny medalista Zimowych Igrzysk Olimpijskich 2022, a także złoty medalista Mistrzostw Świata w Narciarstwie Klasycznym 2023 i 2025 oraz Mistrzostw Świata w Lotach Narciarskich 2024. Medalista mistrzostw kraju.

## Przebieg kariery

### Początki
We wrześniu 2017 w Kanderstegu po raz pierwszy wystartował w FIS Cupie, zajmując 68. i 25. miejsce. Następnie w tym samym miesiącu zadebiutował w Letnim Pucharze Kontynentalnym, zajmując 35. pozycję w Râșnovie. W styczniu 2019 po raz pierwszy wystartował w zimowej edycji PK, zajmując 40. miejsce w Planicy. W lutym 2019 zajął 2. miejsce w konkursie Alpen Cupu w Kranju. W marcu 2019 zdobył pierwszy punkt w zawodach Pucharu Kontynentalnego dzięki zajęciu 30. miejsca w Czajkowskim.
W lutym i marcu 2020 regularnie zajmował miejsca w czołówce Pucharu Kontynentalnego. 16 lutego 2020 w Iron Mountain po raz pierwszy stanął na podium zawodów tej rangi, sukces ten powtarzając w marcu 2020 w Lahti, gdzie był dwukrotnie drugi. W tym czasie jeszcze czterokrotnie plasował się w czołowej dziesiątce, dzięki czemu sezon 2019/2020 zakończył na 8. miejscu w klasyfikacji generalnej Pucharu Kontynentalnego z dorobkiem 422 punktów.
W sierpniu 2020 w Wiśle zadebiutował w Letnim Grand Prix, zajmując miejsca w czwartej dziesiątce. W sezonie 2020/2021 Pucharu Kontynentalnego najwyżej klasyfikowany był na 3. pozycji, w styczniowych zawodach w Innsbrucku. 31 stycznia 2021 zadebiutował w konkursie indywidualnym Pucharu Świata. W zawodach w Willingen zajął 39. miejsce. Pierwsze punkty cyklu zdobył 25 marca 2021 w Planicy dzięki zajęciu 27. pozycji.

### Sezon 2021/2022
Czterokrotnie zdobył punkty Letniego Grand Prix 2021. Najwyżej klasyfikowany w tym cyklu był na 11. miejscu, we wrześniu w Szczuczyńsku. W tym samym miesiącu stanął na podium zawodów Letniego Pucharu Kontynentalnego w Klingenthal, gdzie zajął 2. i 3. lokatę.
W zimowej części sezonu 2021/2022 regularnie startował w Pucharze Świata, w większości startów zdobywając punkty. Kilkukrotnie kończył zawody w najlepszej dziesiątce, po raz pierwszy 5 grudnia 2021 w Wiśle, gdzie zajął 8. pozycję. 1 stycznia 2022 w Garmisch-Partenkirchen zajął 3. miejsce w konkursie rozgrywanym w ramach 70. Turnieju Czterech Skoczni, tym samym po raz pierwszy stając na podium zawodów indywidualnych PŚ. Wystartował na Zimowych Igrzyskach Olimpijskich 2022. Indywidualnie zajął 28. lokatę na skoczni normalnej i 11. na dużej, a w drużynie męskiej, wraz z Cene Prevcem, Timim Zajcem i Peterem Prevcem, zdobył srebrny medal. Puchar Świata 2021/2022 zakończył na 18. pozycji w klasyfikacji generalnej z 403 punktami.

### Sezon 2022/2023
W sezonie 2022/2023 Pucharu Świata regularnie zdobywał punkty. Dwukrotnie kończył indywidualne zawody cyklu w najlepszej dziesiątce, a w najlepszym występie, w otwierającym 71. Turniej Czterech Skoczni konkursie w Oberstdorfie, zajął 7. miejsce. Cały sezon ukończył na 22. pozycji w klasyfikacji generalnej z 309 punktami. Wystąpił na Mistrzostwach Świata w Narciarstwie Klasycznym 2023. Indywidualnie zajął 17. lokatę na skoczni normalnej, a w zespole męskim, występując wraz z Žigą Jelarem, Timim Zajcem i Anže Laniškiem, zdobył złoty medal.

### Sezon 2023/2024
Na Igrzyskach Europejskich 2023 zajął 29. miejsce na skoczni normalnej i 31. na dużej. 24 września 2023 zwyciężył w konkursie Letniego Pucharu Kontynentalnego w Klingenthal.
W zawodach Pucharu Świata 2023/2024 rozgrywanych w grudniu i styczniu najwyżej sklasyfikowany był na 4. pozycji, którą w tym okresie zajmował czterokrotnie. Wystartował na Mistrzostwach Świata w Lotach Narciarskich 2024. Zajął na nich 5. lokatę indywidualnie, a w konkursie drużynowym zdobył wspólnie z Peterem Prevcem, Domenem Prevcem i Timim Zajcem złoty medal. 10 lutego 2024 w Lake Placid odniósł pierwsze w karierze zwycięstwo w zawodach indywidualnych Pucharu Świata. Dzień później zajął na tej samej skoczni 2. miejsce. Na podium cyklu stanął w trakcie sezonu jeszcze raz: 1 marca 2024 w Lahti po raz drugi zwyciężył. W klasyfikacji generalnej znalazł się na 9. pozycji z 792 punktami.

### Sezon 2024/2025
W sezonie 2024/2025 Pucharu Świata osiągał gorsze wyniki niż w poprzednich. Do końca stycznia mimo regularnych startów tylko cztery razy znalazł się w najlepszej trzydziestce, a najwyżej klasyfikowany był na 22. miejscu. 1 lutego 2025 zajął najwyższą w sezonie, 9. pozycję, a w kolejnych zawodach uzyskiwał lepsze rezultaty, w większości z nich zdobywając punkty. Wystartował na Mistrzostwach Świata w Narciarstwie Klasycznym 2025 w Trondheim. Indywidualnie zajął 13. lokatę na skoczni normalnej i 10. na dużej, a w drużynie męskiej zdobył wraz z Domenem Prevcem, Timim Zajcem i Anže Laniškiem złoty medal. W marcu w Pucharze Świata najwyżej znalazł się na 14. miejscu, w konkursie Raw Air 2025 w Vikersund. Sezon 2024/2025 cyklu ukończył na 30. pozycji w klasyfikacji generalnej ze 158 punktami.

### Mistrzostwa Słowenii
Stawał na podium mistrzostw Słowenii. Indywidualnie zdobył złoto w 2024, srebro zimą 2021/2022 i latem 2022 oraz brąz latem 2021. W drużynie męskiej zdobył złoty medal w 2024 i 2025, srebrny w 2022 i 2023 oraz brązowy w 2020 i 2021. W rozgrywanych w ramach letnich mistrzostw kraju zawodach drużyn mieszanych zdobył złoty medal w 2018, 2019, 2021 i 2022, srebrny w 2017 i 2020 oraz brązowy w 2024.

## Igrzyska olimpijskie

### Indywidualnie
| 2022 Pekin/Zhangjiakou | – | 28. miejsce (K-95), 11. miejsce (K-125) |

### Drużynowo
| 2022 Pekin/Zhangjiakou | – | srebrny medal |

### Starty L. Kosa na igrzyskach olimpijskich – szczegółowo
| Miejsce | Dzień     | Rok  | Miejscowość | Skocznia  | Punkt K | HS     | Konkurs  | Skok 1  | Skok 2  | Nota                  | Strata   | Zwycięzca       |
| ------- | --------- | ---- | ----------- | --------- | ------- | ------ | -------- | ------- | ------- | --------------------- | -------- | --------------- |
| 28.     | 6 lutego  | 2022 | Zhangjiakou | Snow Ruyi | K-95    | HS-106 | indywid. | 95,0 m  | 92,0 m  | 229,6 pkt             | 45,4 pkt | Ryōyū Kobayashi |
| 11.     | 12 lutego | 2022 | Zhangjiakou | Snow Ruyi | K-125   | HS-140 | indywid. | 135,0 m | 136,5 m | 268,4 pkt             | 27,7 pkt | Marius Lindvik  |
| 2.      | 14 lutego | 2022 | Zhangjiakou | Snow Ruyi | K-125   | HS-140 | druż.    | 134,0 m | 120,0 m | 934,4 pkt (234,4 pkt) | 8,3 pkt  | Austria         |

## Mistrzostwa świata

### Indywidualnie
| 2023 Planica   | – | 17. miejsce (K-95)                      |
| 2025 Trondheim | – | 13. miejsce (K-94), 10. miejsce (K-124) |

### Drużynowo
| 2023 Planica   | – | złoty medal (K-125) |
| 2025 Trondheim | – | złoty medal (K-124) |

### Starty L. Kosa na mistrzostwach świata – szczegółowo
| Miejsce | Dzień     | Rok  | Miejscowość | Skocznia            | Punkt K | HS     | Konkurs  | Skok 1  | Skok 2  | Nota                   | Strata   | Zwycięzca      |
| ------- | --------- | ---- | ----------- | ------------------- | ------- | ------ | -------- | ------- | ------- | ---------------------- | -------- | -------------- |
| 17.     | 25 lutego | 2023 | Planica     | Srednja skakalnica  | K-95    | HS-102 | indywid. | 95,5 m  | 97,0 m  | 236,7 pkt              | 25,1 pkt | Piotr Żyła     |
| 1.      | 4 marca   | 2023 | Planica     | Bloudkova velikanka | K-125   | HS-138 | druż.    | 135,0 m | 131,0 m | 1178,9 pkt (270,1 pkt) | –        | –              |
| 13.     | 2 marca   | 2025 | Trondheim   | Granåsen            | K-94    | HS-102 | indywid. | 102,0 m | 96,0 m  | 232,5 pkt              | 33,0 pkt | Marius Lindvik |
| 1.      | 6 marca   | 2025 | Trondheim   | Granåsen            | K-124   | HS-138 | druż.    | 128,5 m | 19,5 m  | 1080,8 pkt (253,2 pkt) | –        | –              |
| 10.     | 8 marca   | 2025 | Trondheim   | Granåsen            | K-124   | HS-138 | indywid. | 131,5 m | 131,5 m | 257,2 pkt              | 44,6 pkt | Domen Prevc    |

## Mistrzostwa świata w lotach

### Indywidualnie
| 2024 Tauplitz | – | 5. miejsce |

### Drużynowo
| 2024 Tauplitz | – | złoty medal |

### Starty L. Kosa na mistrzostwach świata w lotach – szczegółowo
| Miejsce | Dzień          | Rok  | Miejscowość | Skocznia | Punkt K | HS     | Konkurs  | Skok 1  | Skok 2  | Skok 3  | Skok 4  | Nota                   | Strata   | Zwycięzca    |
| ------- | -------------- | ---- | ----------- | -------- | ------- | ------ | -------- | ------- | ------- | ------- | ------- | ---------------------- | -------- | ------------ |
| 5.      | 26–27 stycznia | 2024 | Tauplitz    | Kulm     | K-200   | HS-235 | indywid. | 222,0 m | 210,0 m | 221,0 m | –       | 628,6 pkt              | 18,8 pkt | Stefan Kraft |
| 1.      | 28 stycznia    | 2024 | Tauplitz    | Kulm     | K-200   | HS-235 | druż.    | 231,0 m | 231,0 m | 208,0 m | 208,0 m | 1615,4 pkt (416,3 pkt) | –        | –            |

## Igrzyska europejskie

### Indywidualnie
| 2023 Kraków/Zakopane | – | 29. miejsce (K-95), 31. miejsce (K-125) |

### Starty L. Kosa  na igrzyskach europejskich – szczegółowo
| Miejsce | Dzień      | Rok  | Miejscowość | Skocznia        | Punkt K | HS     | Konkurs  | Skok 1  | Skok 2 | Nota      | Strata    | Zwycięzca         |
| ------- | ---------- | ---- | ----------- | --------------- | ------- | ------ | -------- | ------- | ------ | --------- | --------- | ----------------- |
| 29.     | 29 czerwca | 2023 | Zakopane    | Średnia Krokiew | K-95    | HS-105 | indywid. | 95,0 m  | 92,0 m | 209,8 pkt | 60,5 pkt  | Daniel Tschofenig |
| 31.     | 1 lipca    | 2023 | Zakopane    | Wielka Krokiew  | K-125   | HS-140 | indywid. | 124,0 m | –      | 111,3 pkt | 167,8 pkt | Dawid Kubacki     |

## Puchar Świata

### Miejsca w klasyfikacji generalnej
| Sezon     | Miejsce |
| --------- | ------- |
| 2020/2021 | 62.     |
| 2021/2022 | 18.     |
| 2022/2023 | 22.     |
| 2023/2024 | 9.      |
| 2024/2025 | 30.     |

### Zwycięstwa w konkursach indywidualnych Pucharu Świata chronologicznie
| Lp. | Dzień     | Rok  | Miejscowość | Skocznia            | Punkt K | HS     | Skok 1  | Skok 2  | Nota      | Przypisy |
| --- | --------- | ---- | ----------- | ------------------- | ------- | ------ | ------- | ------- | --------- | -------- |
| 1.  | 10 lutego | 2024 | Lake Placid | MacKenzie Intervale | K-115   | HS-128 | 123,5 m | 125,0 m | 278,9 pkt | –        |
| 2.  | 1 marca   | 2024 | Lahti       | Salpausselkä        | K-116   | HS-130 | 127,0 m | 134,0 m | 262,5 pkt | –        |

### Miejsca na podium
| Sezon PŚ  | 1. miejsce | 2. miejsce | 3. miejsce | Razem |
| 2020/2021 | –          | –          | –          | –     |
| 2021/2022 | –          | –          | 1          | 1     |
| 2022/2023 | –          | –          | –          | –     |
| 2023/2024 | 2          | 1          | –          | 3     |
| Suma      | 2          | 1          | 1          | 4     |

### Miejsca na podium w konkursach indywidualnych Pucharu Świata chronologicznie
| Lp. | Dzień      | Rok  | Miejscowość            | Skocznia             | Punkt K | HS     | Skok 1  | Skok 2  | Nota      | Lok. | Strata  | Zwycięzca       |
| --- | ---------- | ---- | ---------------------- | -------------------- | ------- | ------ | ------- | ------- | --------- | ---- | ------- | --------------- |
| 1.  | 1 stycznia | 2022 | Garmisch-Partenkirchen | Große Olympiaschanze | K-125   | HS-142 | 135,5 m | 138,0 m | 286,0 pkt | 3.   | 5,2 pkt | Ryōyū Kobayashi |
| 2.  | 10 lutego  | 2024 | Lake Placid            | MacKenzie Intervale  | K-115   | HS-128 | 123,5 m | 125,0 m | 278,9 pkt | 1.   | –       | –               |
| 3.  | 11 lutego  | 2024 | Lake Placid            | MacKenzie Intervale  | K-115   | HS-128 | 130,0 m | 127,5 m | 278,4 pkt | 2.   | 3,2 pkt | Stefan Kraft    |
| 4.  | 1 marca    | 2024 | Lahti                  | Salpausselkä         | K-116   | HS-130 | 127,0 m | 134,0 m | 262,5 pkt | 1.   | –       | –               |

### Miejsca w poszczególnych konkursach indywidualnychPucharu Świata
stan  po zakończeniu sezonu 2024/2025
| Źródło | Źródło            | Źródło           | Źródło            | Źródło                 | Źródło                 | Źródło                 | Źródło                 | Źródło                       | Źródło                       | Źródło                       | Źródło                       | Źródło                 | Źródło              | Źródło          | Źródło                 | Źródło                 | Źródło                | Źródło            | Źródło            | Źródło            | Źródło            | Źródło        | Źródło        | Źródło           | Źródło            | Źródło            | Źródło          | Źródło          | Źródło          | Źródło        | Źródło        | Źródło | Źródło | Źródło | Źródło | Źródło | Źródło | Źródło | Źródło | Źródło | Źródło | Źródło | Źródło | Źródło | Źródło | Źródło | Źródło | Źródło | Źródło |        |
| --- | ----------------- | ---------------- | ----------------- | ---------------------- | ---------------------- | ---------------------- | ---------------------- | ---------------------------- | ---------------------------- | ---------------------------- | ---------------------------- | ---------------------- | ------------------- | --------------- | ---------------------- | ---------------------- | --------------------- | ----------------- | ----------------- | ----------------- | ----------------- | ------------- | ------------- | ---------------- | ----------------- | ----------------- | --------------- | --------------- | --------------- | ------------- | ------------- | ------ | ------ | ------ | ------ | ------ | ------ | ------ | ------ | ------ | ------ | ------ | ------ | ------ | ------ | ------ | ------ | ------ | ------ | ------ |
| Sezon 2020/2021 |                   |                  |                   |                        |                        |                        |                        |                              |                              |                              |                              |                        |                     |                 |                        |                        |                       |                   |                   |                   |                   |               |               |                  |                   |                   |                 |                 |                 |               |               |        |        |        |        |        |        |        |        |        |        |        |        |        |        |        |        |        |        |        |
| Wisła HS134 | Ruka HS142        | Ruka HS142       | Niżny Tagił HS134 | Niżny Tagił HS134      | Engelberg HS140        | Engelberg HS140        | Oberstdorf HS137       | Garmisch-Partenkirchen HS142 | Innsbruck HS128              | Bischofshofen HS142          | Titisee-Neustadt HS142       | Titisee-Neustadt HS142 | Zakopane HS140      | Lahti HS130     | Willingen HS147        | Willingen HS147        | Klingenthal HS140     | Klingenthal HS140 | Zakopane HS140    | Zakopane HS140    | Râșnov HS97       | Planica HS240 | Planica HS240 | Planica HS240    | punkty            | punkty            | punkty          | punkty          | punkty          | punkty        | punkty        | punkty | punkty | punkty | punkty | punkty | punkty | punkty | punkty | punkty | punkty | punkty | punkty |        |        |        |        |        |        |        |
| - | -                 | -                | -                 | -                      | -                      | -                      | -                      | -                            | -                            | -                            | -                            | -                      | -                   | -               | q                      | 39                     | -                     | -                 | -                 | -                 | -                 | 27            | 21            | -                | 14                | 14                | 14              | 14              | 14              | 14            | 14            | 14     | 14     | 14     | 14     | 14     | 14     | 14     | 14     | 14     | 14     | 14     | 14     |        |        |        |        |        |        |        |
| Sezon 2021/2022 |                   |                  |                   |                        |                        |                        |                        |                              |                              |                              |                              |                        |                     |                 |                        |                        |                       |                   |                   |                   |                   |               |               |                  |                   |                   |                 |                 |                 |               |               |        |        |        |        |        |        |        |        |        |        |        |        |        |        |        |        |        |        |        |
| Niżny Tagił HS134 | Niżny Tagił HS134 | Ruka HS142       | Ruka HS142        | Wisła HS134            | Klingenthal HS140      | Klingenthal HS140      | Engelberg HS140        | Engelberg HS140              | Oberstdorf HS137             | Garmisch-Partenkirchen HS142 | Bischofshofen HS142          | Bischofshofen HS142    | Bischofshofen HS142 | Zakopane HS140  | Titisee-Neustadt HS142 | Titisee-Neustadt HS142 | Willingen HS147       | Willingen HS147   | Lahti HS130       | Lahti HS130       | Lillehammer HS140 | Oslo HS134    | Oslo HS134    | Oberstdorf HS235 | Oberstdorf HS235  | Planica HS240     | Planica HS240   | punkty          | punkty          | punkty        | punkty        | punkty | punkty | punkty | punkty | punkty | punkty | punkty | punkty | punkty | punkty | punkty | punkty | punkty | punkty | punkty |        |        |        |        |
| 34 | 34                | 15               | 39                | 8                      | 39                     | 17                     | 16                     | 30                           | 6                            | 3                            | 25                           | 9                      | 41                  | 16              | 7                      | 12                     | 7                     | 10                | 42                | q                 | 22                | 15            | 37            | 28               | 19                | 27                | 20              | 403             | 403             | 403           | 403           | 403    | 403    | 403    | 403    | 403    | 403    | 403    | 403    | 403    | 403    | 403    | 403    | 403    | 403    | 403    |        |        |        |        |
| Sezon 2022/2023 |                   |                  |                   |                        |                        |                        |                        |                              |                              |                              |                              |                        |                     |                 |                        |                        |                       |                   |                   |                   |                   |               |               |                  |                   |                   |                 |                 |                 |               |               |        |        |        |        |        |        |        |        |        |        |        |        |        |        |        |        |        |        |        |
| Wisła HS134 | Wisła HS134       | Ruka HS142       | Ruka HS142        | Titisee-Neustadt HS142 | Titisee-Neustadt HS142 | Engelberg HS140        | Engelberg HS140        | Oberstdorf HS137             | Garmisch-Partenkirchen HS142 | Innsbruck HS128              | Bischofshofen HS142          | Zakopane HS140         | Sapporo HS137       | Sapporo HS137   | Sapporo HS137          | Bad Mitterndorf HS235  | Bad Mitterndorf HS235 | Willingen HS147   | Willingen HS147   | Lake Placid HS128 | Lake Placid HS128 | Râșnov HS97   | Oslo HS134    | Oslo HS134       | Lillehammer HS140 | Lillehammer HS140 | Vikersund HS240 | Vikersund HS240 | Lahti HS130     | Planica HS240 | Planica HS240 | punkty |        |        |        |        |        |        |        |        |        |        |        |        |        |        |        |        |        |        |
| 33 | 28                | 15               | 24                | 36                     | 16                     | 19                     | 11                     | 7                            | 13                           | 12                           | 22                           | 13                     | 29                  | 44              | 16                     | 16                     | 24                    | 19                | 19                | q                 | 27                | -             | 35            | q                | 46                | 30                | 30              | 19              | 8               | 30            | 20            | 309    |        |        |        |        |        |        |        |        |        |        |        |        |        |        |        |        |        |        |
| Sezon 2023/2024 |                   |                  |                   |                        |                        |                        |                        |                              |                              |                              |                              |                        |                     |                 |                        |                        |                       |                   |                   |                   |                   |               |               |                  |                   |                   |                 |                 |                 |               |               |        |        |        |        |        |        |        |        |        |        |        |        |        |        |        |        |        |        |        |
| Ruka HS142 | Ruka HS142        | Lillehammer HS98 | Lillehammer HS140 | Klingenthal HS140      | Klingenthal HS140      | Engelberg HS140        | Engelberg HS140        | Oberstdorf HS137             | Garmisch-Partenkirchen HS142 | Innsbruck HS128              | Bischofshofen HS142          | Wisła HS134            | Zakopane HS140      | Willingen HS147 | Willingen HS147        | Lake Placid HS128      | Lake Placid HS128     | Sapporo HS137     | Sapporo HS137     | Oberstdorf HS235  | Oberstdorf HS235  | Lahti HS130   | Lahti HS130   | Oslo HS134       | Oslo HS134        | Trondheim HS105   | Trondheim HS138 | Vikersund HS240 | Vikersund HS240 | Planica HS240 | Planica HS240 | punkty | punkty | punkty | punkty | punkty | punkty | punkty | punkty | punkty | punkty | punkty | punkty | punkty | punkty | punkty | punkty | punkty | punkty | punkty |
| - | -                 | -                | -                 | 30                     | 4                      | dq                     | 7                      | 4                            | 15                           | 4                            | 26                           | 4                      | 9                   | 10              | 16                     | 1                      | 2                     | 23                | 9                 | 15                | 24                | 1             | 24            | 18               | 13                | 27                | 27              | 18              | 16              | 12            | 10            | 792    | 792    | 792    | 792    | 792    | 792    | 792    | 792    | 792    | 792    | 792    | 792    | 792    | 792    | 792    | 792    | 792    | 792    | 792    |
| Sezon 2024/2025 |                   |                  |                   |                        |                        |                        |                        |                              |                              |                              |                              |                        |                     |                 |                        |                        |                       |                   |                   |                   |                   |               |               |                  |                   |                   |                 |                 |                 |               |               |        |        |        |        |        |        |        |        |        |        |        |        |        |        |        |        |        |        |        |
| Lillehammer HS140 | Lillehammer HS140 | Ruka HS142       | Ruka HS142        | Wisła HS134            | Wisła HS134            | Titisee-Neustadt HS142 | Titisee-Neustadt HS142 | Engelberg HS140              | Engelberg HS140              | Oberstdorf HS137             | Garmisch-Partenkirchen HS142 | Innsbruck HS128        | Bischofshofen HS142 | Zakopane HS140  | Oberstdorf HS235       | Oberstdorf HS235       | Willingen HS147       | Willingen HS147   | Lake Placid HS128 | Lake Placid HS128 | Sapporo HS137     | Sapporo HS137 | Oslo HS134    | Vikersund HS240  | Vikersund HS240   | Lahti HS130       | Planica HS240   | Planica HS240   | punkty          | punkty        | punkty        | punkty | punkty | punkty | punkty | punkty | punkty | punkty | punkty | punkty | punkty | punkty | punkty | punkty | punkty | punkty | punkty |        |        |        |
| 46 | 48                | 22               | 47                | 50                     | q                      | -                      | -                      | 45                           | 22                           | 29                           | 48                           | 42                     | 45                  | 31              | 23                     | dq                     | 9                     | 36                | 10                | 19                | 27                | 35            | 40            | 26               | 14                | 17                | 22              | 18              | 158             | 158           | 158           | 158    | 158    | 158    | 158    | 158    | 158    | 158    | 158    | 158    | 158    | 158    | 158    | 158    | 158    | 158    | 158    |        |        |        |
| Legenda |                   |                  |                   |                        |                        |                        |                        |                              |                              |                              |                              |                        |                     |                 |                        |                        |                       |                   |                   |                   |                   |               |               |                  |                   |                   |                 |                 |                 |               |               |        |        |        |        |        |        |        |        |        |        |        |        |        |        |        |        |        |        |        |
| 1 2 3 4-10 11-30 poniżej 30 dq – dyskwalifikacja q – dyskwalifikacja w kwalifikacjach q – zawodnik nie zakwalifikował się - – zawodnik nie wystartował |                   |                  |                   |                        |                        |                        |                        |                              |                              |                              |                              |                        |                     |                 |                        |                        |                       |                   |                   |                   |                   |               |               |                  |                   |                   |                 |                 |                 |               |               |        |        |        |        |        |        |        |        |        |        |        |        |        |        |        |        |        |        |        |

### Miejsca w poszczególnych konkursach drużynowychPucharu Świata
stan po zakończeniu sezonu 2024/2025
| Źródło                                                                          | Źródło          | Źródło          | Źródło                         | Źródło                         | Źródło                  | Źródło                    | Źródło                    | Źródło              | Źródło        |
| ------------------------------------------------------------------------------- | --------------- | --------------- | ------------------------------ | ------------------------------ | ----------------------- | ------------------------- | ------------------------- | ------------------- | ------------- |
| Sezon 2021/2022                                                                 | Sezon 2021/2022 | Sezon 2021/2022 | Wisła HS134                    | Bischofshofen HS142            | Zakopane HS140          | Willingen HS147 (mikst)   | Lahti HS130               | Oslo HS134 (mikst)  | Planica HS240 |
| Sezon 2021/2022                                                                 | Sezon 2021/2022 | Sezon 2021/2022 | -                              | 4                              | 1                       | -                         | -                         | 1                   | -             |
| Sezon 2022/2023                                                                 | Sezon 2022/2023 | Sezon 2022/2023 | Titisee-Neustadt HS142 (mikst) | Zakopane HS140                 | Willingen HS147 (mikst) | Lake Placid HS128 (duety) | Râșnov HS97 (duety)       | Lahti HS130         | Planica HS240 |
| Sezon 2022/2023                                                                 | Sezon 2022/2023 | Sezon 2022/2023 | -                              | 4                              | -                       | -                         | -                         | 2                   | 2             |
| Sezon 2023/2024                                                                 | Sezon 2023/2024 | Sezon 2023/2024 | Sezon 2023/2024                | Wisła HS134 (duety)            | Zakopane HS140          | Lake Placid HS128 (duety) | Oberstdorf HS235 (duety)  | Lahti HS130         | Planica HS240 |
| Sezon 2023/2024                                                                 | Sezon 2023/2024 | Sezon 2023/2024 | Sezon 2023/2024                | 1                              | 2                       | 6                         | -                         | 7                   | 2             |
| Sezon 2024/2025                                                                 | Sezon 2024/2025 | Sezon 2024/2025 | Lillehammer HS140 (mikst)      | Titisee-Neustadt HS142 (duety) | Zakopane HS140          | Willingen HS147 (mikst)   | Lake Placid HS128 (mikst) | Lahti HS130 (duety) | Planica HS240 |
| Sezon 2024/2025                                                                 | Sezon 2024/2025 | Sezon 2024/2025 | -                              | -                              | 2                       | -                         | -                         | 1                   | 3             |
| Legenda                                                                         |                 |                 |                                |                                |                         |                           |                           |                     |               |
| 1 2 3 4-8 poniżej 8 (Duety: 1 2 3 4-12 poniżej 12) - – zawodnik nie wystartował |                 |                 |                                |                                |                         |                           |                           |                     |               |

### Puchar Świata w lotach

#### Miejsca w klasyfikacji generalnej
| Sezon     | Miejsce |
| --------- | ------- |
| 2020/2021 | 27.     |
| 2021/2022 | 26.     |
| 2022/2023 | 24.     |
| 2023/2024 | 16.     |
| 2024/2025 | 22.     |

### Turniej Czterech Skoczni

#### Miejsca w klasyfikacji generalnej
| Sezon     | Miejsce |
| --------- | ------- |
| 2021/2022 | 7.      |
| 2022/2023 | 12.     |
| 2023/2024 | 7.      |
| 2024/2025 | 35.     |

### Raw Air

#### Miejsca w klasyfikacji generalnej
| Sezon | Miejsce |
| ----- | ------- |
| 2022  | 26.     |
| 2023  | 30.     |
| 2024  | 14.     |
| 2025  | 29.     |

### Willingen Six

#### Miejsca w klasyfikacji generalnej
| Sezon | Miejsce |
| ----- | ------- |
| 2021  | 52.     |

### Planica 7

#### Miejsca w klasyfikacji generalnej
| Sezon | Miejsce |
| ----- | ------- |
| 2021  | 45.     |
| 2022  | 23.     |
| 2023  | 21.     |
| 2024  | 12.     |
| 2025  | 18.     |

## Letnie Grand Prix

### Miejsca w klasyfikacji generalnej
| Sezon | Miejsce |
| ----- | ------- |
| 2021  | 35.     |
| 2022  | 69.     |

### Miejsca w poszczególnych konkursach indywidualnychLGP
stan po zakończeniu LGP 2024
| Źródło | Źródło      | Źródło           | Źródło           | Źródło           | Źródło            | Źródło          | Źródło            | Źródło | Źródło | Źródło | Źródło | Źródło | Źródło | Źródło | Źródło | Źródło | Źródło | Źródło | Źródło | Źródło | Źródło | Źródło | Źródło | Źródło | Źródło | Źródło |
| --- | ----------- | ---------------- | ---------------- | ---------------- | ----------------- | --------------- | ----------------- | ------ | ------ | ------ | ------ | ------ | ------ | ------ | ------ | ------ | ------ | ------ | ------ | ------ | ------ | ------ | ------ | ------ | ------ | ------ |
| 2020 |             |                  |                  |                  |                   |                 |                   |        |        |        |        |        |        |        |        |        |        |        |        |        |        |        |        |        |        |        |
| Wisła HS134 | Wisła HS134 | punkty           | punkty           | punkty           | punkty            | punkty          | punkty            | punkty | punkty | punkty | punkty | punkty | punkty | punkty | punkty | punkty | punkty | punkty | punkty | punkty |        |        |        |        |        |        |
| 35 | 31          | 0                | 0                | 0                | 0                 | 0               | 0                 | 0      | 0      | 0      | 0      | 0      | 0      | 0      | 0      | 0      | 0      | 0      | 0      | 0      |        |        |        |        |        |        |
| 2021 |             |                  |                  |                  |                   |                 |                   |        |        |        |        |        |        |        |        |        |        |        |        |        |        |        |        |        |        |        |
| Wisła HS134 | Wisła HS134 | Courchevel HS135 | Szczuczyńsk HS99 | Szczuczyńsk HS99 | Czajkowskij HS140 | Hinzenbach HS90 | Klingenthal HS140 | punkty |        |        |        |        |        |        |        |        |        |        |        |        |        |        |        |        |        |        |
| - | -           | -                | 21               | 11               | 21                | -               | 18                | 57     |        |        |        |        |        |        |        |        |        |        |        |        |        |        |        |        |        |        |
| 2022 |             |                  |                  |                  |                   |                 |                   |        |        |        |        |        |        |        |        |        |        |        |        |        |        |        |        |        |        |        |
| Wisła HS134 | Wisła HS134 | Courchevel HS135 | Râșnov HS97      | Hinzenbach HS90  | Klingenthal HS140 | punkty          | punkty            | punkty | punkty | punkty | punkty | punkty | punkty | punkty |        |        |        |        |        |        |        |        |        |        |        |        |
| - | -           | -                | -                | -                | 23                | 8               | 8                 | 8      | 8      | 8      | 8      | 8      | 8      | 8      |        |        |        |        |        |        |        |        |        |        |        |        |
| Legenda |             |                  |                  |                  |                   |                 |                   |        |        |        |        |        |        |        |        |        |        |        |        |        |        |        |        |        |        |        |
| 1 2 3 4-10 11-30 poniżej 30 dq – dyskwalifikacja q – dyskwalifikacja w kwalifikacjach q – zawodnik nie zakwalifikował się - – zawodnik nie wystartował |             |                  |                  |                  |                   |                 |                   |        |        |        |        |        |        |        |        |        |        |        |        |        |        |        |        |        |        |        |

### Miejsca w poszczególnych konkursach drużynowychLGP
stan po zakończeniu LGP 2024
| Źródło                              | Źródło | Źródło | Źródło | Źródło | Źródło | Źródło | Źródło | Źródło | Źródło                    |
| ----------------------------------- | ------ | ------ | ------ | ------ | ------ | ------ | ------ | ------ | ------------------------- |
| 2021                                | 2021   | 2021   | 2021   | 2021   | 2021   | 2021   | 2021   | 2021   | Czajkowskij HS140 (mikst) |
| 2021                                | 2021   | 2021   | 2021   | 2021   | 2021   | 2021   | 2021   | 2021   | 2                         |
| Legenda                             |        |        |        |        |        |        |        |        |                           |
| 1 2 3 4-8 poniżej 8 - – brak startu |        |        |        |        |        |        |        |        |                           |

## Puchar Kontynentalny

### Miejsca w klasyfikacji generalnej
| Sezon     | Miejsce |
| --------- | ------- |
| 2018/2019 | 115.    |
| 2019/2020 | 8.      |
| 2020/2021 | 10.     |

### Miejsca na podium w konkursach indywidualnych Pucharu Kontynentalnego chronologicznie
| Lp. | Dzień       | Rok  | Miejscowość   | Skocznia           | Punkt K | HS     | Skok 1  | Skok 2  | Nota      | Lok. | Strata   | Zwycięzca       |
| --- | ----------- | ---- | ------------- | ------------------ | ------- | ------ | ------- | ------- | --------- | ---- | -------- | --------------- |
| 1.  | 16 lutego   | 2020 | Iron Mountain | Pine Mountain Jump | K-120   | HS-133 | 141,5 m | 115,5 m | 217,4 pkt | 3.   | 18,1 pkt | Clemens Aigner  |
| 2.  | 7 marca     | 2020 | Lahti         | Salpausselkä       | K-116   | HS-130 | 123,0 m | 128,0 m | 266,5 pkt | 2.   | 4,1 pkt  | Clemens Leitner |
| 3.  | 8 marca     | 2020 | Lahti         | Salpausselkä       | K-116   | HS-130 | 123,0 m | 122,0 m | 241,6 pkt | 2.   | 22,4 pkt | Clemens Leitner |
| 4.  | 16 stycznia | 2021 | Innsbruck     | Bergisel           | K-120   | HS-128 | 125,5 m | 122,0 m | 243,4 pkt | 3.   | 11,9 pkt | Simon Ammann    |

### Miejsca w poszczególnych konkursachPucharu Kontynentalnego
stan po zakończeniu sezonu 2024/2025
| Źródło                                                                        | Źródło            | Źródło     | Źródło          | Źródło              | Źródło              | Źródło            | Źródło            | Źródło              | Źródło              | Źródło          | Źródło            | Źródło            | Źródło           | Źródło              | Źródło              | Źródło              | Źródło              | Źródło            | Źródło           | Źródło           | Źródło           | Źródło     | Źródło     | Źródło         | Źródło         | Źródło            | Źródło            | Źródło | Źródło | Źródło | Źródło | Źródło | Źródło | Źródło | Źródło | Źródło | Źródło | Źródło | Źródło | Źródło | Źródło | Źródło | Źródło | Źródło | Źródło | Źródło | Źródło | Źródło | Źródło | Źródło | Źródło | Źródło | Źródło | Źródło | Źródło | Źródło | Źródło | Źródło | Źródło |        |
| ----------------------------------------------------------------------------- | ----------------- | ---------- | --------------- | ------------------- | ------------------- | ----------------- | ----------------- | ------------------- | ------------------- | --------------- | ----------------- | ----------------- | ---------------- | ------------------- | ------------------- | ------------------- | ------------------- | ----------------- | ---------------- | ---------------- | ---------------- | ---------- | ---------- | -------------- | -------------- | ----------------- | ----------------- | ------ | ------ | ------ | ------ | ------ | ------ | ------ | ------ | ------ | ------ | ------ | ------ | ------ | ------ | ------ | ------ | ------ | ------ | ------ | ------ | ------ | ------ | ------ | ------ | ------ | ------ | ------ | ------ | ------ | ------ | ------ | ------ | ------ |
| Sezon 2018/2019                                                               |                   |            |                 |                     |                     |                   |                   |                     |                     |                 |                   |                   |                  |                     |                     |                     |                     |                   |                  |                  |                  |            |            |                |                |                   |                   |        |        |        |        |        |        |        |        |        |        |        |        |        |        |        |        |        |        |        |        |        |        |        |        |        |        |        |        |        |        |        |        |        |
| Lillehammer HS140                                                             | Lillehammer HS140 | Ruka HS142 | Ruka HS142      | Engelberg HS140     | Engelberg HS140     | Klingenthal HS140 | Klingenthal HS140 | Bischofshofen HS142 | Bischofshofen HS142 | Sapporo HS137   | Sapporo HS137     | Sapporo HS137     | Planica HS139    | Planica HS139       | Iron Mountain HS133 | Iron Mountain HS133 | Iron Mountain HS133 | Oberstdorf HS137  | Oberstdorf HS137 | Brotterode HS117 | Brotterode HS117 | Rena HS139 | Rena HS139 | Zakopane HS140 | Zakopane HS140 | Czajkowskij HS102 | Czajkowskij HS140 | punkty |        |        |        |        |        |        |        |        |        |        |        |        |        |        |        |        |        |        |        |        |        |        |        |        |        |        |        |        |        |        |        |        |
| -                                                                             | -                 | -          | -               | -                   | -                   | -                 | -                 | -                   | -                   | -               | -                 | -                 | -                | 40                  | -                   | -                   | -                   | -                 | -                | -                | -                | -          | -          | -              | -              | 30                | 40                | 1      |        |        |        |        |        |        |        |        |        |        |        |        |        |        |        |        |        |        |        |        |        |        |        |        |        |        |        |        |        |        |        |        |
| Sezon 2019/2020                                                               |                   |            |                 |                     |                     |                   |                   |                     |                     |                 |                   |                   |                  |                     |                     |                     |                     |                   |                  |                  |                  |            |            |                |                |                   |                   |        |        |        |        |        |        |        |        |        |        |        |        |        |        |        |        |        |        |        |        |        |        |        |        |        |        |        |        |        |        |        |        |        |
| Vikersund HS117                                                               | Vikersund HS117   | Ruka HS142 | Ruka HS142      | Bischofshofen HS142 | Bischofshofen HS142 | Klingenthal HS140 | Klingenthal HS140 | Sapporo HS137       | Sapporo HS137       | Planica HS138   | Planica HS138     | Brotterode HS117  | Brotterode HS117 | Iron Mountain HS133 | Iron Mountain HS133 | Predazzo HS104      | Predazzo HS104      | Rena HS139        | Lahti HS130      | Lahti HS130      | punkty           | punkty     | punkty     | punkty         | punkty         | punkty            | punkty            | punkty | punkty | punkty | punkty | punkty | punkty | punkty | punkty | punkty | punkty | punkty | punkty | punkty | punkty | punkty | punkty | punkty | punkty | punkty | punkty | punkty | punkty | punkty | punkty | punkty | punkty | punkty | punkty | punkty | punkty | punkty | punkty | punkty |
| 40                                                                            | 35                | 49         | 46              | -                   | -                   | -                 | -                 | -                   | -                   | 7               | 15                | 19                | 16               | 6                   | 3                   | 22                  | 9                   | 5                 | 2                | 2                | 422              | 422        | 422        | 422            | 422            | 422               | 422               | 422    | 422    | 422    | 422    | 422    | 422    | 422    | 422    | 422    | 422    | 422    | 422    | 422    | 422    | 422    | 422    | 422    | 422    | 422    | 422    | 422    | 422    | 422    | 422    | 422    | 422    | 422    | 422    | 422    | 422    | 422    | 422    | 422    |
| Sezon 2020/2021                                                               |                   |            |                 |                     |                     |                   |                   |                     |                     |                 |                   |                   |                  |                     |                     |                     |                     |                   |                  |                  |                  |            |            |                |                |                   |                   |        |        |        |        |        |        |        |        |        |        |        |        |        |        |        |        |        |        |        |        |        |        |        |        |        |        |        |        |        |        |        |        |        |
| Ruka HS142                                                                    | Ruka HS142        | Ruka HS142 | Engelberg HS140 | Engelberg HS140     | Innsbruck HS128     | Innsbruck HS128   | Willingen HS147   | Willingen HS147     | Willingen HS147     | Willingen HS147 | Klingenthal HS140 | Klingenthal HS140 | Brotterode HS117 | Brotterode HS117    | Zakopane HS140      | Zakopane HS140      | Czajkowskij HS140   | Czajkowskij HS140 | punkty           | punkty           | punkty           | punkty     | punkty     | punkty         | punkty         | punkty            | punkty            | punkty | punkty | punkty | punkty | punkty | punkty | punkty | punkty | punkty | punkty | punkty | punkty | punkty | punkty | punkty | punkty | punkty | punkty | punkty | punkty | punkty | punkty | punkty | punkty | punkty | punkty | punkty | punkty | punkty | punkty | punkty |        |        |
| 27                                                                            | 10                | 6          | 9               | 4                   | 5                   | 3                 | 33                | -                   | -                   | -               | 22                | 13                | 9                | 10                  | 13                  | 15                  | -                   | -                 | 374              | 374              | 374              | 374        | 374        | 374            | 374            | 374               | 374               | 374    | 374    | 374    | 374    | 374    | 374    | 374    | 374    | 374    | 374    | 374    | 374    | 374    | 374    | 374    | 374    | 374    | 374    | 374    | 374    | 374    | 374    | 374    | 374    | 374    | 374    | 374    | 374    | 374    | 374    | 374    |        |        |
| Legenda                                                                       |                   |            |                 |                     |                     |                   |                   |                     |                     |                 |                   |                   |                  |                     |                     |                     |                     |                   |                  |                  |                  |            |            |                |                |                   |                   |        |        |        |        |        |        |        |        |        |        |        |        |        |        |        |        |        |        |        |        |        |        |        |        |        |        |        |        |        |        |        |        |        |
| 1 2 3 4-10 11-30 poniżej 30 dq – dyskwalifikacja - – zawodnik nie wystartował |                   |            |                 |                     |                     |                   |                   |                     |                     |                 |                   |                   |                  |                     |                     |                     |                     |                   |                  |                  |                  |            |            |                |                |                   |                   |        |        |        |        |        |        |        |        |        |        |        |        |        |        |        |        |        |        |        |        |        |        |        |        |        |        |        |        |        |        |        |        |        |

## Letni Puchar Kontynentalny

### Miejsca w klasyfikacji generalnej
| Sezon | Miejsce |
| ----- | ------- |
| 2019  | 114.    |
| 2021  | 22.     |
| 2022  | 10.     |
| 2023  | 12.     |
| 2024  | 17.     |

### Zwycięstwa w konkursach indywidualnych Letniego Pucharu Kontynentalnego chronologicznie
| Lp. | Dzień       | Rok  | Miejscowość | Skocznia       | Punkt K | HS     | Skok 1  | Skok 2  | Nota      |
| --- | ----------- | ---- | ----------- | -------------- | ------- | ------ | ------- | ------- | --------- |
| 1.  | 24 września | 2023 | Klingenthal | Vogtland Arena | K-125   | HS-140 | 146,5 m | 143,5 m | 281,2 pkt |

### Miejsca na podium w konkursach indywidualnych Letniego Pucharu Kontynentalnego chronologicznie
| Lp. | Dzień       | Rok  | Miejscowość | Skocznia       | Punkt K | HS     | Skok 1  | Skok 2  | Nota      | Lok. | Strata   | Zwycięzca            |
| --- | ----------- | ---- | ----------- | -------------- | ------- | ------ | ------- | ------- | --------- | ---- | -------- | -------------------- |
| 1.  | 25 września | 2021 | Klingenthal | Vogtland Arena | K-125   | HS-140 | 130,0 m | 133,5 m | 226,6 pkt | 2.   | 9,1 pkt  | Timon-Pascal Kahofer |
| 2.  | 26 września | 2021 | Klingenthal | Vogtland Arena | K-125   | HS-140 | 135,0 m | 138,5 m | 261,4 pkt | 3.   | 13,4 pkt | Manuel Fettner       |
| 3.  | 24 września | 2023 | Klingenthal | Vogtland Arena | K-125   | HS-140 | 146,5 m | 143,5 m | 281,2 pkt | 1.   | –        | –                    |

### Miejsca w poszczególnych konkursachLetniego Pucharu Kontynentalnego
stan po zakończeniu LPK 2024
| Źródło                                                                        | Źródło             | Źródło            | Źródło            | Źródło            | Źródło            | Źródło              | Źródło              | Źródło            | Źródło       | Źródło            | Źródło            | Źródło            | Źródło      | Źródło            | Źródło            | Źródło | Źródło | Źródło | Źródło | Źródło | Źródło | Źródło | Źródło | Źródło | Źródło | Źródło |
| ----------------------------------------------------------------------------- | ------------------ | ----------------- | ----------------- | ----------------- | ----------------- | ------------------- | ------------------- | ----------------- | ------------ | ----------------- | ----------------- | ----------------- | ----------- | ----------------- | ----------------- | ------ | ------ | ------ | ------ | ------ | ------ | ------ | ------ | ------ | ------ | ------ |
| 2017                                                                          |                    |                   |                   |                   |                   |                     |                     |                   |              |                   |                   |                   |             |                   |                   |        |        |        |        |        |        |        |        |        |        |        |
| Kranj HS109                                                                   | Kranj HS109        | Szczyrk HS106     | Wisła HS134       | Frenštát HS106    | Stams HS115       | Stams HS115         | Trondheim HS138     | Trondheim HS138   | Râșnov HS100 | Râșnov HS100      | Klingenthal HS140 | Klingenthal HS140 | punkty      | punkty            | punkty            | punkty | punkty | punkty | punkty | punkty | punkty |        |        |        |        |        |
| -                                                                             | -                  | -                 | -                 | -                 | -                 | -                   | -                   | -                 | 35           | 46                | -                 | -                 | 0           | 0                 | 0                 | 0      | 0      | 0      | 0      | 0      | 0      |        |        |        |        |        |
| 2019                                                                          |                    |                   |                   |                   |                   |                     |                     |                   |              |                   |                   |                   |             |                   |                   |        |        |        |        |        |        |        |        |        |        |        |
| Kranj HS109                                                                   | Kranj HS109        | Szczuczyńsk HS140 | Szczuczyńsk HS140 | Wisła HS134       | Wisła HS134       | Frenštát HS106      | Frenštát HS106      | Râșnov HS97       | Râșnov HS97  | Lillehammer HS140 | Lillehammer HS140 | Stams HS115       | Stams HS115 | Klingenthal HS140 | Klingenthal HS140 | punkty |        |        |        |        |        |        |        |        |        |        |
| -                                                                             | 46                 | -                 | -                 | 49                | 42                | -                   | -                   | 46                | 26           | -                 | -                 | 34                | 39          | -                 | -                 | 5      |        |        |        |        |        |        |        |        |        |        |
| 2021                                                                          |                    |                   |                   |                   |                   |                     |                     |                   |              |                   |                   |                   |             |                   |                   |        |        |        |        |        |        |        |        |        |        |        |
| Kuopio HS127                                                                  | Kuopio HS127       | Frenštát HS106    | Frenštát HS106    | Râșnov HS97       | Râșnov HS97       | Bischofshofen HS142 | Bischofshofen HS142 | Oslo HS106        | Oslo HS106   | Klingenthal HS140 | Klingenthal HS140 | punkty            | punkty      | punkty            | punkty            | punkty | punkty | punkty | punkty | punkty |        |        |        |        |        |        |
| -                                                                             | -                  | -                 | -                 | -                 | -                 | -                   | -                   | -                 | -            | 2                 | 3                 | 140               | 140         | 140               | 140               | 140    | 140    | 140    | 140    | 140    |        |        |        |        |        |        |
| 2022                                                                          |                    |                   |                   |                   |                   |                     |                     |                   |              |                   |                   |                   |             |                   |                   |        |        |        |        |        |        |        |        |        |        |        |
| Lillehammer HS140                                                             | Lillehammer HS140  | Stams HS115       | Stams HS115       | Klingenthal HS140 | Klingenthal HS140 | Lake Placid HS100   | Lake Placid HS128   | Lake Placid HS128 | punkty       | punkty            | punkty            | punkty            | punkty      | punkty            | punkty            | punkty | punkty |        |        |        |        |        |        |        |        |        |
| -                                                                             | -                  | 5                 | 4                 | 5                 | 4                 | -                   | -                   | -                 | 190          | 190               | 190               | 190               | 190         | 190               | 190               | 190    | 190    |        |        |        |        |        |        |        |        |        |
| 2023                                                                          |                    |                   |                   |                   |                   |                     |                     |                   |              |                   |                   |                   |             |                   |                   |        |        |        |        |        |        |        |        |        |        |        |
| Oslo HS106                                                                    | Oslo HS106         | Stams HS115       | Stams HS115       | Klingenthal HS140 | Klingenthal HS140 | Lake Placid HS128   | Lake Placid HS128   | Lake Placid HS128 | punkty       | punkty            | punkty            | punkty            | punkty      | punkty            | punkty            | punkty | punkty |        |        |        |        |        |        |        |        |        |
| -                                                                             | -                  | 12                | 15                | 4                 | 1                 | 19                  | 12                  | 11                | 246          | 246               | 246               | 246               | 246         | 246               | 246               | 246    | 246    |        |        |        |        |        |        |        |        |        |
| 2024                                                                          |                    |                   |                   |                   |                   |                     |                     |                   |              |                   |                   |                   |             |                   |                   |        |        |        |        |        |        |        |        |        |        |        |
| Hinterzarten HS109                                                            | Hinterzarten HS109 | Trondheim HS138   | Trondheim HS138   | Stams HS115       | Stams HS115       | Klingenthal HS140   | Klingenthal HS140   | punkty            | punkty       | punkty            | punkty            | punkty            | punkty      | punkty            | punkty            | punkty |        |        |        |        |        |        |        |        |        |        |
| -                                                                             | -                  | 8                 | 17                | 19                | 32                | 11                  | 7                   | 118               | 118          | 118               | 118               | 118               | 118         | 118               | 118               | 118    |        |        |        |        |        |        |        |        |        |        |
| Legenda                                                                       |                    |                   |                   |                   |                   |                     |                     |                   |              |                   |                   |                   |             |                   |                   |        |        |        |        |        |        |        |        |        |        |        |
| 1 2 3 4-10 11-30 poniżej 30 dq – dyskwalifikacja - − zawodnik nie wystartował |                    |                   |                   |                   |                   |                     |                     |                   |              |                   |                   |                   |             |                   |                   |        |        |        |        |        |        |        |        |        |        |        |

## FIS Cup

### Miejsca w klasyfikacji generalnej
| Sezon     | Miejsce |
| --------- | ------- |
| 2017/2018 | 114.    |
| 2018/2019 | 120.    |
| 2019/2020 | 23.     |
| 2022/2023 | 38.     |

### Miejsca na podium w konkursach indywidualnych FIS Cupu chronologicznie
| Lp. | Dzień      | Rok  | Miejscowość | Skocznia | Punkt K | HS     | Skok 1  | Skok 2  | Nota      | Lok. | Strata   | Zwycięzca    |
| --- | ---------- | ---- | ----------- | -------- | ------- | ------ | ------- | ------- | --------- | ---- | -------- | ------------ |
| 1.  | 2 września | 2022 | Kranj       | Bauhenk  | K-100   | HS-109 | 100,0 m | 106,0 m | 270,5 pkt | 2.   | 15,2 pkt | Anže Lanišek |

### Miejsca w poszczególnych konkursachFIS Cupu
stan po zakończeniu sezonu 2024/2025
| Źródło                                                                        | Źródło         | Źródło           | Źródło           | Źródło           | Źródło           | Źródło           | Źródło           | Źródło          | Źródło          | Źródło         | Źródło         | Źródło         | Źródło         | Źródło               | Źródło               | Źródło         | Źródło         | Źródło         | Źródło         | Źródło       | Źródło       | Źródło | Źródło | Źródło | Źródło | Źródło | Źródło | Źródło | Źródło | Źródło | Źródło | Źródło | Źródło | Źródło | Źródło | Źródło | Źródło | Źródło | Źródło |
| ----------------------------------------------------------------------------- | -------------- | ---------------- | ---------------- | ---------------- | ---------------- | ---------------- | ---------------- | --------------- | --------------- | -------------- | -------------- | -------------- | -------------- | -------------------- | -------------------- | -------------- | -------------- | -------------- | -------------- | ------------ | ------------ | ------ | ------ | ------ | ------ | ------ | ------ | ------ | ------ | ------ | ------ | ------ | ------ | ------ | ------ | ------ | ------ | ------ | ------ |
| Sezon 2017/2018                                                               |                |                  |                  |                  |                  |                  |                  |                 |                 |                |                |                |                |                      |                      |                |                |                |                |              |              |        |        |        |        |        |        |        |        |        |        |        |        |        |        |        |        |        |        |
| Villach HS98                                                                  | Villach HS98   | Kuopio HS127     | Kuopio HS127     | Kandersteg HS106 | Kandersteg HS106 | Râșnov HS100     | Râșnov HS100     | Whistler HS104  | Whistler HS104  | Notodden HS100 | Notodden HS100 | Zakopane HS140 | Zakopane HS140 | Planica HS102        | Planica HS102        | Rastbüchl HS78 | Rastbüchl HS78 | Villach HS98   | Villach HS98   | Falun HS100  | punkty       | punkty | punkty | punkty | punkty | punkty | punkty | punkty | punkty | punkty | punkty | punkty | punkty | punkty | punkty | punkty | punkty | punkty | punkty |
| -                                                                             | -              | -                | -                | 68               | 25               | 29               | 18               | -               | -               | -              | -              | 64             | 61             | -                    | -                    | -              | -              | -              | 50             | -            | 21           | 21     | 21     | 21     | 21     | 21     | 21     | 21     | 21     | 21     | 21     | 21     | 21     | 21     | 21     | 21     | 21     | 21     | 21     |
| Sezon 2018/2019                                                               |                |                  |                  |                  |                  |                  |                  |                 |                 |                |                |                |                |                      |                      |                |                |                |                |              |              |        |        |        |        |        |        |        |        |        |        |        |        |        |        |        |        |        |        |
| Villach HS98                                                                  | Villach HS98   | Szczyrk HS106    | Szczyrk HS106    | Râșnov HS97      | Râșnov HS97      | Notodden HS100   | Notodden HS100   | Park City HS100 | Park City HS100 | Zakopane HS140 | Zakopane HS140 | Planica HS102  | Planica HS102  | Rastbüchl HS78       | Rastbüchl HS78       | Villach HS98   | Villach HS98   | punkty         | punkty         | punkty       | punkty       | punkty | punkty | punkty | punkty | punkty | punkty | punkty | punkty | punkty | punkty | punkty | punkty | punkty | punkty | punkty |        |        |        |
| -                                                                             | -              | 28               | 45               | -                | -                | -                | -                | -               | -               | -              | -              | 18             | 41             | -                    | -                    | -              | -              | 16             | 16             | 16           | 16           | 16     | 16     | 16     | 16     | 16     | 16     | 16     | 16     | 16     | 16     | 16     | 16     | 16     | 16     | 16     |        |        |        |
| Sezon 2019/2020                                                               |                |                  |                  |                  |                  |                  |                  |                 |                 |                |                |                |                |                      |                      |                |                |                |                |              |              |        |        |        |        |        |        |        |        |        |        |        |        |        |        |        |        |        |        |
| Szczyrk HS104                                                                 | Szczyrk HS104  | Szczuczyńsk HS99 | Szczuczyńsk HS99 | Ljubno HS94      | Ljubno HS94      | Pjongczang HS109 | Pjongczang HS109 | Râșnov HS97     | Râșnov HS97     | Villach HS98   | Villach HS98   | Notodden HS98  | Notodden HS98  | Oberwiesenthal HS105 | Oberwiesenthal HS105 | Zakopane HS140 | Zakopane HS140 | Rastbüchl HS78 | Rastbüchl HS78 | Villach HS98 | Villach HS98 | punkty |        |        |        |        |        |        |        |        |        |        |        |        |        |        |        |        |        |
| -                                                                             | -              | -                | -                | 42               | 11               | -                | -                | -               | -               | 21             | 14             | -              | -              | -                    | -                    | 5              | 5              | 10             | 11             | -            | -            | 192    |        |        |        |        |        |        |        |        |        |        |        |        |        |        |        |        |        |
| Sezon 2022/2023                                                               |                |                  |                  |                  |                  |                  |                  |                 |                 |                |                |                |                |                      |                      |                |                |                |                |              |              |        |        |        |        |        |        |        |        |        |        |        |        |        |        |        |        |        |        |
| Frenštát HS106                                                                | Frenštát HS106 | Szczyrk HS104    | Szczyrk HS104    | Einsiedeln HS117 | Einsiedeln HS117 | Kranj HS109      | Kranj HS109      | Villach HS98    | Villach HS98    | Notodden HS98  | Notodden HS98  | Szczyrk HS104  | Szczyrk HS104  | Villach HS98         | Villach HS98         | Oberhof HS100  | Oberhof HS100  | Zakopane HS140 | Zakopane HS140 | punkty       | punkty       | punkty | punkty | punkty | punkty | punkty | punkty | punkty | punkty | punkty | punkty | punkty | punkty | punkty | punkty | punkty | punkty | punkty |        |
| -                                                                             | -              | -                | -                | -                | -                | 2                | 6                | -               | -               | -              | -              | -              | -              | -                    | -                    | -              | -              | -              | -              | 120          | 120          | 120    | 120    | 120    | 120    | 120    | 120    | 120    | 120    | 120    | 120    | 120    | 120    | 120    | 120    | 120    | 120    | 120    |        |
| Legenda                                                                       |                |                  |                  |                  |                  |                  |                  |                 |                 |                |                |                |                |                      |                      |                |                |                |                |              |              |        |        |        |        |        |        |        |        |        |        |        |        |        |        |        |        |        |        |
| 1 2 3 4-10 11-30 poniżej 30 dq – dyskwalifikacja - − zawodnik nie wystartował |                |                  |                  |                  |                  |                  |                  |                 |                 |                |                |                |                |                      |                      |                |                |                |                |              |              |        |        |        |        |        |        |        |        |        |        |        |        |        |        |        |        |        |        |